# Ніколаєвка (Міякинський район)
Нікола́євка (рос. Николаевка, башк. Николаевка) — присілок у складі Міякинського району Башкортостану, Росія. Входить до складу Міякібашевської сільської ради.
Населення — 13 осіб (2010; 25 в 2002).
Національний склад:
- башкири — 56%
- українці — 32%

## Відомі особистості
В поселенні народився:
- Максимча Іван Васильович (1922—1985) — радянський військовий льотчик.